# ドミニカ独立戦争
ドミニカ独立戦争（ドミニカどくりつせんそう、どみにかどくりつせんそう、スペイン語: Guerra de la Independencia Dominicana）は1844年2月27日から1856年まで、ドミニカ共和国がハイチから独立した戦争。サント・ドミンゴ総督領として知られていたイスパニョーラ島東部では、クリオーリョが1821年にスペイン植民地政府を転覆していたが、新しく独立したアイチ・エスパニョール共和国は翌年にハイチに侵攻され、イスパニョーラ島は22年間ハイチの下で統一された。
1844年、ラ・トリニタリアの成員たちはエル・コンデ（旧市街の「伯爵の門」）をハイチへの反乱の始点に選んだ。2月24日朝、エル・コンデにラ・トリニタリアの銃声が響き渡った。ラ・トリニタリアの蜂起は成功し、ドミニカの軍人たちはその後の10年間で自国の独立をハイチから守るために戦った。フォースタン＝エリ・スールーク率いるハイチ軍は度々イスパニョーラ島東部の再征服を試みたが、ドミニカ共和国軍は全ての戦闘で決定的に勝利してハイチ軍の試みを挫いた。1844年3月、ハイチ軍3万が二手に分かれてドミニカ共和国に侵攻したが、裕福な牧場主であるペドロ・サンタナ将軍率いる、装備不足の軍勢に撃退された。その4年後、ドミニカ共和国は小型船隊でハイチ沿岸の村を攻撃しつつ、南から陸路で援軍を派遣、さらに英仏による海上封鎖により、ハイチ皇帝に即位したスールークは1年間の休戦に同意せざるを得なかった。戦闘が最も激しくなった1855年、剣しか装備ていなかったドミニカ共和国の非正規軍は3つの戦線全てでハイチ軍を敗走させた。

## 背景
1800年代初期、新大陸におけるスペインの権力の中心地だったサント・ドミンゴ植民地は衰退の極みだった。この時期のスペイン本国は半島戦争の渦中にあり、植民地でもイスパノアメリカ独立戦争の最中である。スペインの資源が各地に散らばっている状態ではサント・ドミンゴが無視され、この時期のサント・ドミンゴはエスパーニャ・ボバ（「愚かなスペイン」）時代と呼ばれている。
当時、サント・ドミンゴ植民地の人口は約8万人でその大半が白人と有色自由民だった。サント・ドミンゴのプランテーション経済が繁栄したことはなかったので、黒人奴隷の比例が近隣のサン＝ドマングより遥かに低かった。サン＝ドマングの奴隷の人数はハイチ革命で独立する直前には100万人近くに上った。
当時のハイチは経済的でも軍事的でもイスパニョーラ島東部にあたるサント・ドミンゴ植民地より強力で、人口も8倍から10倍多いと、ハイチ革命までは西半球最も裕福な植民地であった。ドミニカの軍部はハイチの富と権威に引きつけられ、ハイチ大統領ジャン・ピエール・ボワイエの下で政治の安定を目指して統一に同意した。しかし、ハイチ政府の失政、軍事上の紛争、そして経済危機によりハイチ政府は人気を失い、ラ・トリニタリアと呼ばれるサント・ドミンゴにあるドミニカの秘密結社もあってハイチによる占領の終結は早められた。

### 短命な独立国

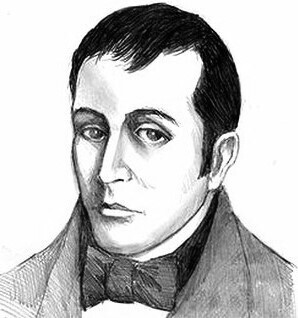
ホセ・ヌニェス・デ・カセレス

1821年末、ホセ・ヌニェス・デ・カセレスはサント・ドミンゴの（シモン・ボリバルが建国した）大コロンビアへの加入を宣言した。しかい、ドミニカのエリート層が特権を維持するために社会のヒエラルキー、土地所有権、奴隷制度を保持しようとしたため、2か月後には大コロンビアへの加入が失敗に終わった。

## イスパニョーラ島の統一

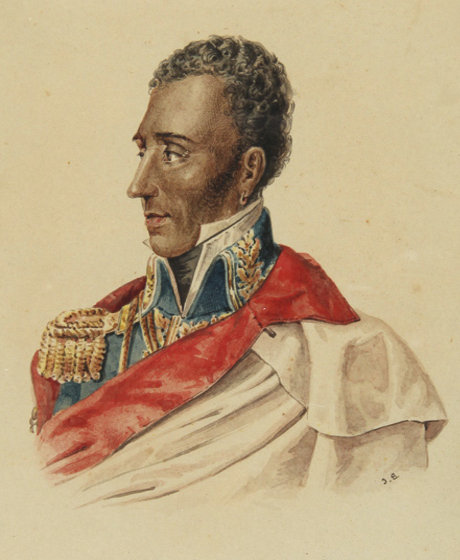
ハイチのムラート統治者ジャン・ピエール・ボワイエ。

ハイチ大統領ジャン・ピエール・ボワイエが三たびサント・ドミンゴを侵攻したが、以前の侵攻の経験から抵抗に遭った。それでも1822年時点のハイチの人口がドミニカの人口の8倍など軍事力が圧倒的だったためハイチが勝利した。1822年2月9日、ボワイエは正式にドミニカ首都サント・ドミンゴに入城した。ヌニェスはボワイエを歓迎して彼に王宮の鍵を渡した。ボワイエは続いて「私は征服者として入城したのではなく、住民の意思で入城した」と宣言した。これにより、イスパニョーラ島は「ティブロン岬（Tiburon）からサマナ岬（Samana）まで1つの政府が保有した」こととなった。
やがてハイチ政府が全国で着しい不人気になった。ドミニカの住民はハイチ政府の無能さにいら立ち、政府から強いられた重税に苦しんだ。さらにフランスから独立する代償として莫大な賠償金を強いられたため、厳しい経済危機に陥った。ハイチは賠償金を支払うために莫大な借款を抱えることになり、多くの反ハイチ陰謀を生み出す結果になった。

### レジスタンス運動

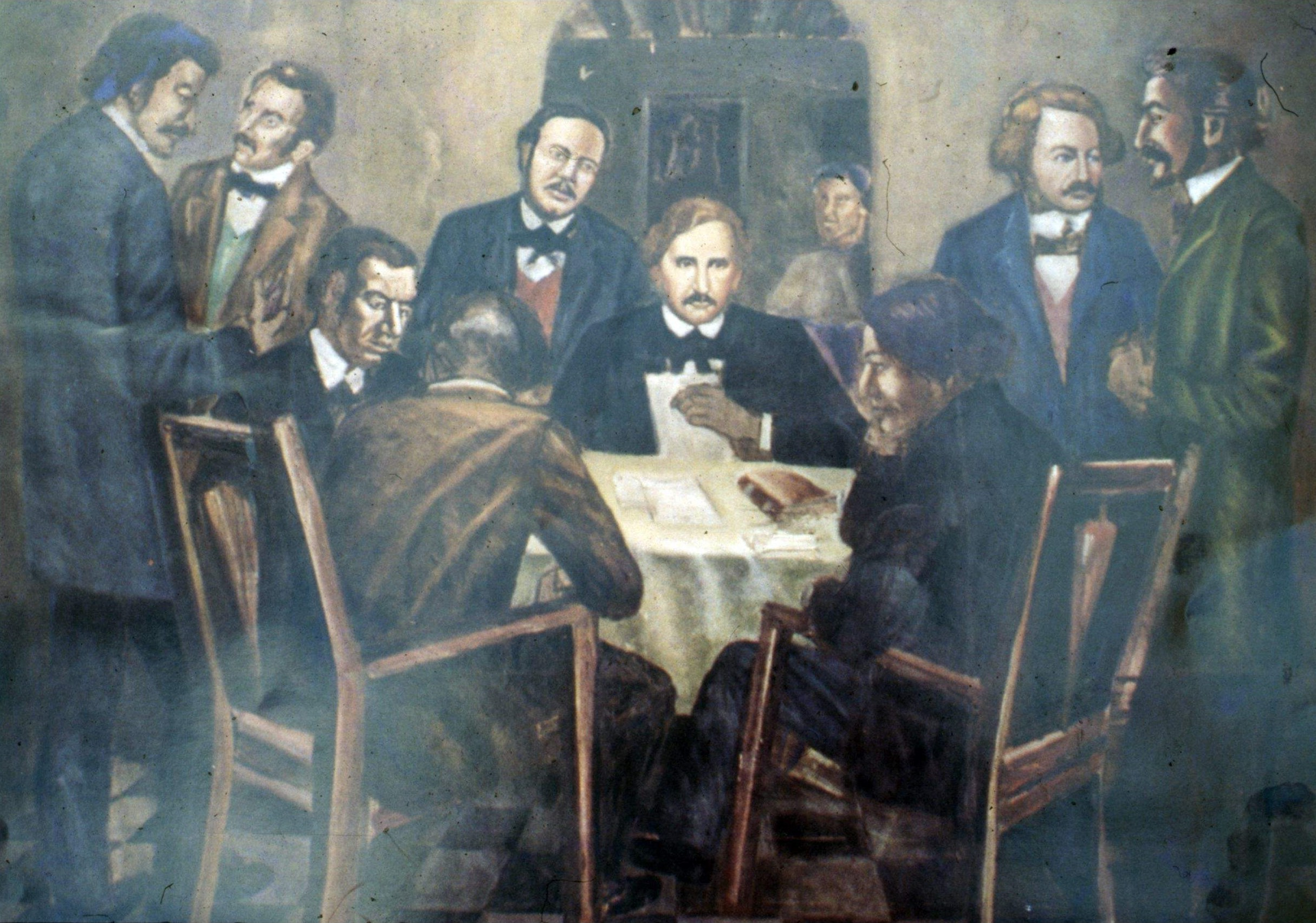
ラ・トリニタリアの会合。

1838年、知識階級の民族主義者フアン・パブロ・ドゥアルテはマティアス・ラモン・メリャとフランシスコ・デル・ロサリオ・サンチェスとともにラ・トリニタリアと呼ばれるレジスタンス運動を開始した。「ラ・トリニタリア」と名付けた理由は成立当時の成員9名が3人組に分けられたためである。3人組は独立した組織として、秘密厳守で成員を増やした。さらにハイチ当局の監視の目から逃れるために、組の間はほとんど連絡を取らなかった。ラ・トリニタリアは多くの成員を募集したが、やがて露見したため「ラ・フィラントロピカ」（La Filantrópica）と名前を変更せざるを得なかった。このレジスタンス組織はドミニカ人で構成されたハイチ軍2個連隊の支持を得た。
1843年、ドミニカの革命は突破口を見つけた。ラ・トリニタリアがハイチの自由派政党とともにボワイエ大統領を追い落としたのである。しかし、ボワイエの後任であるシャルル・リヴィエル＝エラールはラ・トリニタリアが追い落としで果たした役割に気づき、ラ・トリニタリアの成員の一部を投獄、ドゥアルテに亡命を強いた。ドゥアルテはこれを機にコロンビアやベネズエラで支持を集めようとしたが失敗した。一方、リヴィエル＝エラールはムラートでありながらポルトープランスでの黒人反乱に直面した。ドミニカ人の2個連隊はこのときエラールが反乱鎮圧に派遣した軍に含まれていた。
1843年12月、反乱軍は陰謀の露見を恐れて、ドゥアルテに帰国を求めた。しかし、病気によりドゥアルテが1844年2月になっても帰国しないでいたため、反乱軍はロサリオ・サンチェス、ラモン・メリャと裕福な牧場主であるペドロ・サンタナを指導者として蜂起した。サンタナはエル・セイボ出身で、自分の農場で働いていたペオンで構成された私兵を率いた。

## 独立戦争

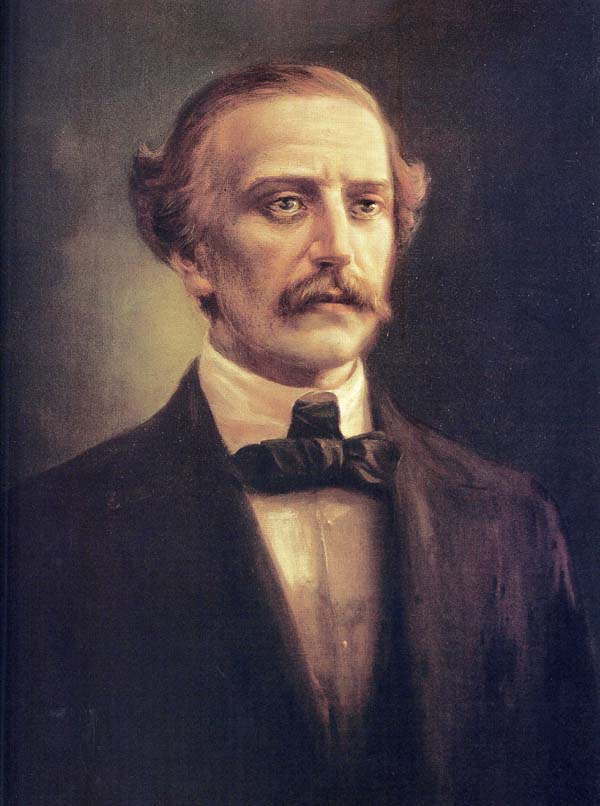
フアン・パブロ・ドゥアルテ。一時政府の首脳部で軍も率いていたが、気質が指導者のそれにあわず、ホセ・マリア・インベルトと交代で更迭された。

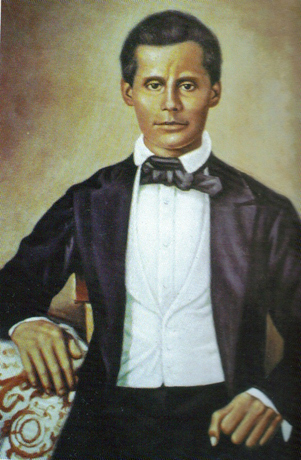
ラ・トリニタリアの指導者の一員、フランシスコ・デル・ロサリオ・サンチェス。

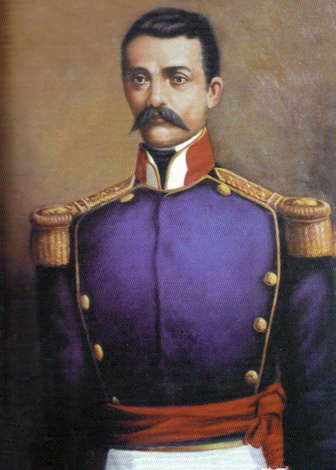
ラ・トリニタリアの指導者の一員、マティアス・ラモン・メリャ。しかし、やがて政権をペドロ・サンタナに奪われて失脚した。

1844年2月27日、ドミニカ人約100人がサント・ドミンゴのプエルタ・デル・コンデ要塞を奪取、ハイチの駐留軍は翌日に降伏した。ハイチ軍はイスパニョーラ島の西側に撤退しつつ、略奪したり放火したりした。メリャは新生ドミニカ共和国の臨時フンタの首長に就任した。3月14日、ドゥアルテはようやく病気療養を終えて帰国、歓迎を受けた。ハイチ軍の指揮官シャルル・リヴィエル＝エラールは3個縦隊、合計3万人を派遣してドミニカの蜂起の鎮圧にあたった。エラールは南部では3月19日にアスアでペドロ・サンタナ率いるドミニカ軍に阻まれ、北部ではジャン＝ルイ・ピエロ率いるハイチ軍1万5千がサンティアゴを攻撃したがホセ・マリア・インベルト率いるドミニカ駐留軍に撃退された。ハイチ軍は撤退しつつ各地で狼藉をはたらいた。
一方、海ではフアン・バウティスタ・マッジオロ（Juan Bautista Maggiolo）率いるスクーナーのマリア・チカ（3門艦）とフアン・バウティスタ・カンビアッソ（Juan Bautista Cambiaso）率いるセパラシオン・ドミニカナ（5門艦）が4月15日のトルトゥゲーロの海戦でハイチのブリガンティンのパンドラ（Pandora）とスクーナーのル・シニフィ（Le signifie）とラ・ムッシュ（La Mouche）に勝利した。
1845年6月17日、ドミニカはハイチによる国境襲撃への報復としてハイチに侵攻した。ドミニカ軍は中央高原（Plateau du Centre）で2つの町を占領、カシマン（Cachimán）で角堡を建てた。ハイチ大統領ジャン＝ルイ・ピエロはすぐに軍を動員して7月22日に反撃を開始、ドミニカ軍をカシマンから追い出して国境のむこうに押し返した。また12月21日にはドミニカの艦隊がプエルト・プラタ沖の海戦でハイチの小型軍艦3隻を拿捕、海員149人を捕虜にした。
1849年3月9日、ハイチのフォースタン＝エリ・スールーク大統領が軍勢1万を率いてドミニカ共和国に侵攻した。サンタナ（当時大統領を僭称した）は兵士6千を徴集、砲艦数隻の助けもあって4月17日にエル・ヌメロの戦いで、続いて4月21日から22日にラス・カリェラスの戦いでハイチ軍を敗走させた。1849年11月、ドミニカのスクーナーがハイチ南海岸でアンサピットなどの村を占領したのち略奪、放火した。ほかには南西部のダム・マリーも略奪、放火した。
1854年末、ドミニカとハイチが再び戦った。11月、ドミニカ船2隻がハイチの軍艦1隻を拿捕、港口を2つ砲撃した。さらに、フォースタン1世としてハイチ帝国の皇帝に即位したスールークは1855年11月に3個縦隊、合計3万人を派遣して、略奪しつつドミニカに侵攻した。しかしハイチ軍は数で下回るドミニカ軍にまたしても敗北した。
それ以降、ハイチによるドミニカへの大規模な侵攻は起こらなかったが、ハイチが正式にドミニカ共和国の独立を承認したのは1874年のことだった。